# HD252106
HD252106 — хімічно пекулярна зоря спектрального класу
A0 й має видиму зоряну величину в смузі V приблизно 10,7.

## Пекулярний хімічний вміст
Зоряна атмосфера HD252106 має підвищений вміст 
Si
.